# Habsburg Mária Anna magyar királyné
Ausztriai Mária Anna (spanyolul: María Ana de Austria, németül: Maria Anna von Österreich; El Escorial, Spanyol Királyság, 1606. augusztus 18. – Linz, Osztrák Főhercegség, 1646. május 13.), Habsburg-házi spanyol és portugál infánsnő, főhercegnő, aki unokatestvére, III. Ferdinánd császár és király hitveseként német-római császárné, német, magyar és cseh királyné, valamint az uralkodó távollétében többször is a Birodalom régense 1637-től 1646-ban bekövetkezett haláláig.
Az infánsnő volt III. Fülöp spanyol király és Ausztriai Margit királyné leánya, Anna francia királyné testvére. 1631-ben, Ferdinánddal kötött császári házassága előtt Károly walesi herceg lehetséges feleségeként tartották számon, ám a tervezett esküvő elmaradt, mivel az eljegyzés híre belpolitikai válságot okozott az Angol és a Skót Királyságokban egyaránt. A bécsi császári udvarra erős befolyást gyakorolt spanyol kultúrájával – a művészetektől kezdve az öltözködésen át a zenékig egyaránt. Ferdinánddal való házasságuk tovább erősítette a Habsburg-család spanyol és osztrák ágának kapcsolatát.

## Életrajza

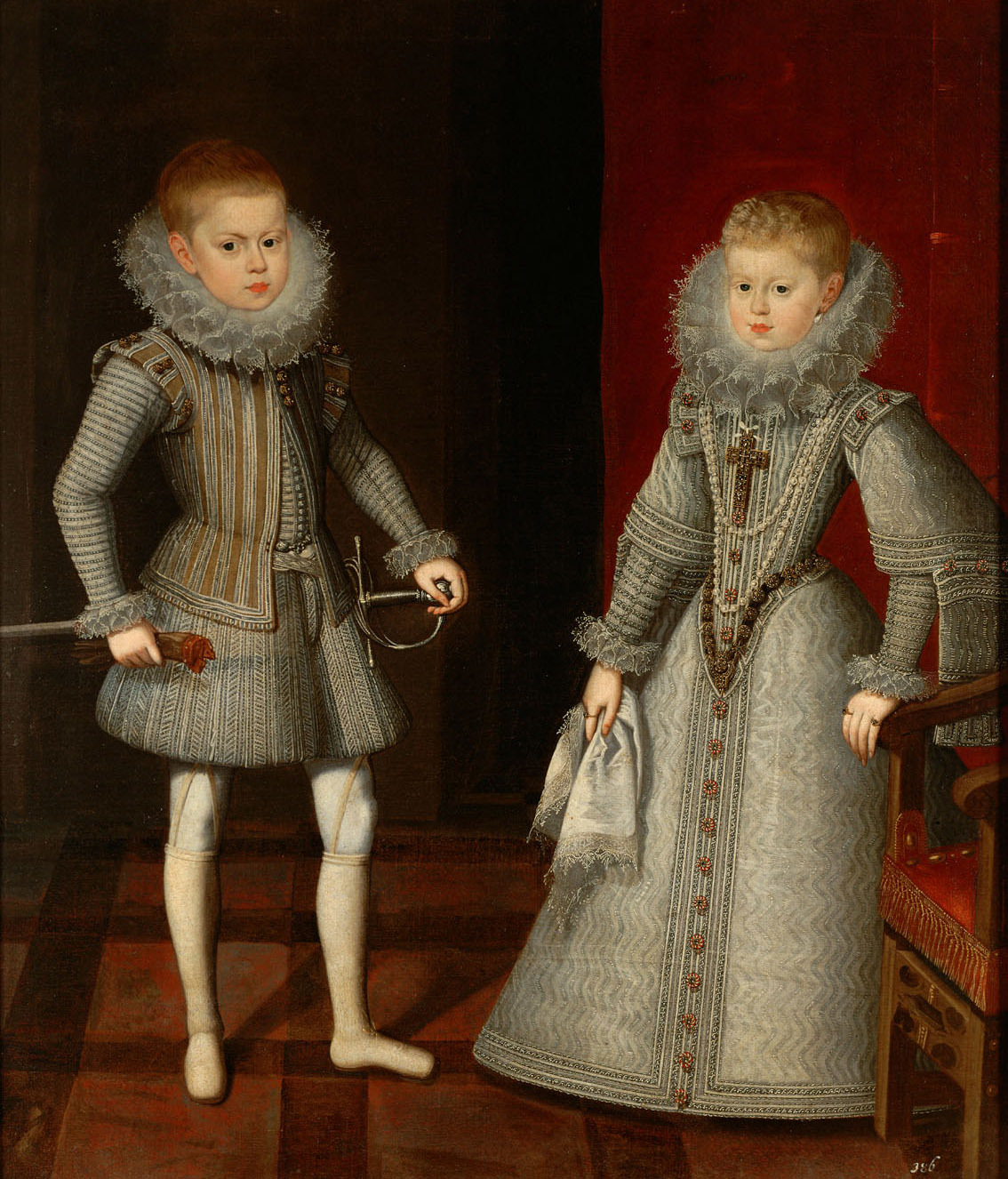
Mária Anna infánsnő (jobbra) és öccse, Károly infáns (balra), 1612-ben

### Ifjúkora
Mária Anna infánsnő 1606. augusztus 18-án született a Madrid melletti El Escorial-i királyi palotában, III. Fülöp spanyol király és Ausztriai Margit királyné negyedik gyermekeként, egyben harmadik leányaként (de a második leány, aki életben is maradt). Hét testvére közül csak négyen élték meg a felnőttkort: Anna infánsnő, aki XIII. Lajos francia király felesége lett; a későbbi IV. Fülöp spanyol király; továbbá Károly infáns és Ferdinánd bíboros-infáns, aki a Spanyol-Németalföld kormányzója lett.
Szülei közeli rokoni kapcsolatban álltak, első-unokatestvérek volt, emellett több felmenőiken keresztül is közvetlen rokoni szálak kötötték össze őket. Apai nagyszülei II. Fülöp spanyol király és negyedik felesége, egyben unokahúga, Ausztriai Anna voltak, míg anyai nagyszülei II. Károly osztrák főherceg és felesége, Bajorországi Mária Anna voltak.

### Eljegyzési tervek
Az infánsnő kisgyermekkorától kezdve fontos szereppel bírt apja házasságpolitikájában. Már fiatalon eljegyezték János Károly trónörökös-főherceggel, Ferdinánd osztrák főherceg (1619-től német-római császár) és felesége, Bajorországi Mária Anna legidősebb életben maradt fiával, egyben a Német-római Birodalom örökösével. Mivel vőlegénye édesanyja bátyának a fia volt, így első-unokatestvérek voltak. A házasságra végül azért nem került sor, mert a főherceg 1618-ban, váratlanul elhunyt.
1621-ben elhunyt édesapja is, a trónt pedig az infánsnő fivére, IV. Fülöp örökölte. Az új király ajánlatot tett I. Jakab angol királynak, hogy erősítsék meg az országaik közti szövetséget az angol trónörökös, Károly walesi herceg és Mária Anna infánsnő dinasztikus házasságával. A házassági tervek komolyságát mutatta, hogy 1623-ban, a walesi herceg Madridba látogatott, hogy találkozzon tervezett menyasszonyával. Mária Anna nem akarta ezt a házasságot, mivel nem kívánt hozzámenni egy protestánshoz, Károly pedig nem lett volna hajlandó a házasság miatt áttérni a katolicizmusra. A terveket végül elvetették, mivel az egyfelől komoly belpolitikai felzúdulást keltett az Angol és a Skót Királyságban egyaránt, másrészt IV. Fülöp király végül vonakodott a Stuartokkal való dinasztikus házasságtól. Károly végül Henrietta Máriát, IV. Henrik francia király leányát vette feleségül.

### Házassága

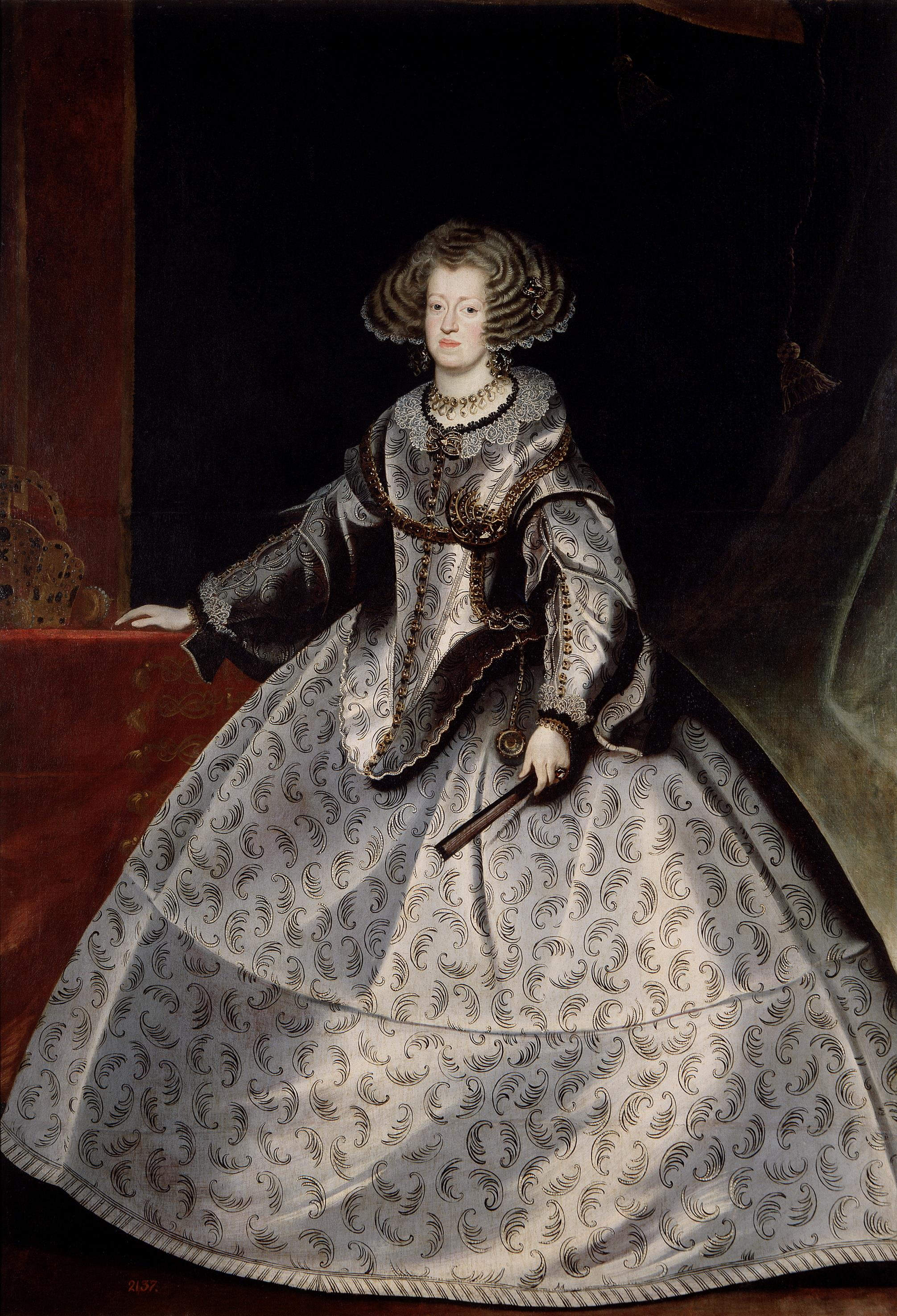
Mária Anna ifjabb magyar és cseh királynéként 1635 körül

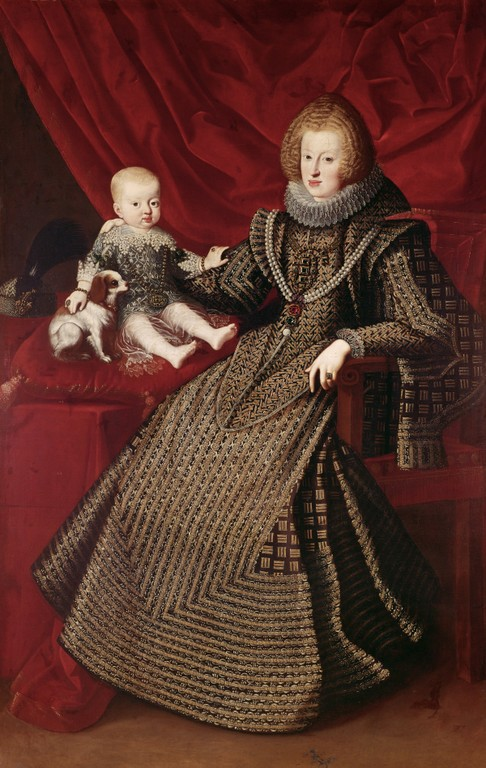
A királyné 1634-ben elsőszülött gyermekével, a birodalom trónnörökösével, Ferdinánd főherceggel

1626 végén Mária Anna infánsnőt eljegyezték Ferdinánd Ernő főherceggel, első jegyese öccsével, II. Ferdinánd német-római császár második fiával és új örökösével. A hivatalos eljegyzési tárgyalásokat még 1625-ben folytatták le. Ferdinándot még abban az évben ifjabb magyar királlyá, majd 1627-ben ifjabb cseh királlyá koronázták. A házassági szerződésben kikötötték, hogy Mária Anna továbbra is örökölheti a Spanyol Birodalom trónját (ezáltal férje is jogot formálhat rá), míg nővérének, Anna infánsnőnek, aki XIII. Lajos francia király felesége lett, le kellett róla mondania.
Mária Anna 1629 decemberében indult el Madridból Bécsbe, három évvel eljegyzését, és csaknem öt évvel azt követően, hogy a házassági javaslatról először tárgyaltak. Az útja a császárvárosba közel egy évig tartott. Az út során tartózkodott többek között Bolognában, a Pápai államban és Nápolyban is. 1631. január 26-án érkezett meg Triesztbe, ahol Lipót Vilmos főherceg, jövendőbeli sógora fogadta, aki továbbkísérte a császárvárosba. Vőlegénye kifejezetten szépnek látta Mára Annát, az iránta érzett szeretete és tisztelete egész házasságuk során megmaradt. Ferdinánd sosem volt hűtlen feleségéhez és nem születtek törvénytelen gyermekei.
A hivatalos házassági szertartásra 1631. február 20-án került sor, Bécset. A szertartással egy hónapig tartó ünnepségsorazat vette kezdetét. Kapcsolatukat barátinak írják le a kortársak, Mária Annát pedig életvidámnak, barátságosnak és intelligensnek, aki képes volt enyhíteni férje melankóliára hajlamos természetén. Mára Anna jó kapcsolatot alakított ki hitvese családjának tagjaival, azonban versengésbe kezdett Ferdinánd mostohaanyjával, Mantovai Eleonóra császárnéval, a császári udvarban betöltött befolyási szerepért. Trónörökösnéként nagy hatást gyakorolt a császári udvarra a spanyol divat, tánc és zene iránti szenvedélyével. Nagy figyelmet fordított a művészetekre is, különösen a festészetre: összegyűjtötte számos késő reneszánsz és kora barokk itáliai, spanyol és flamand festő munkáját.

### Német-római császárnéként
Házasságával Mária Anna ifjabb magyar és cseh királynévá vált, mivel hitvesét apósa, a császár korábban már társuralkodóvá emelte a Magyar és a Cseh Királyságokban. Férjét 1636. december 22-én a regensburgi országgyűlésen a rómaiak királyává választották. Mária Annát egy hónappal később, 1637. január 21-én koronázták német királynévé. Apósa 1637. február 15-i halálával Ferdinánd német-római császár lett, valamint Magyarország és Csehország szuverén királya. A császárnét Jakusics György veszprémi püspök koronázta magyar királynévá 1638. február 14-én, Pozsonyban.
Mária Annát a császár bevonta a politikába: rendszeresen kérte ki véleményét különböző kormányzati ügyekben, emellett fontos közvetítő volt az osztrák és spanyol Habsburg-rokonok között. Mindig védte császári férje érdekeit, de képviselte fivére, IV. Fülöp király és Ferdinánd bíboros-infáns érdekeit is. Férje a bécsi császári udvartól való távolléte idejére Mária Annát nevezte ki régensnek: ilyen volt Ferdinánd Csehországban tartózkodásának időszaka is a harmincéves háború során, 1645-ben.

## Gyermekei
Házasságuk alatt összesen hat gyermekük született:
- IV. Ferdinánd német király (1633. szeptember 8. – 1654. július 9.), apja még életében cseh, magyar és német királlyá koronáztatta, ám fiatalon, húsz éves korában meghalt himlő következtében, így nem léphetett apja örökébe a Német-római Birodalom trónján. Nem házasodott meg és nem születtek gyermekei.
- Mária Anna spanyol királyné (1634. december 23. – 1696. május 16.), 1649-ben ment hozzá anyai nagybátyjához, IV. Fülöp spanyol és portugál királyhoz, akitől három gyermeke is megérte a felnőttkort. Hitvese halálát kővetően és fia, II. Károly kiskorúsága idején ő kormányozta a Spanyol Birodalmat.
- Fülöp Ágost főherceg (1637. július 15. – 1639. június 22.), gyermekként meghalt.
- Miksa Tamás főherceg (1638. december 21. – 1639. június 29.), kiskorában elhunyt.
- I. Lipót német-római császár (1640. június 9. – 1705. május 5.), fivére után koronázták német, magyar és cseh királlyá, majd apja halálát követően német–római császárrá választották. Közel negyvenhét éven át tartó regnálásával a Habsburg-ház leghosszabb ideig uralkodó monarchiája lett. Háromszor házasodott és számos leszármazottja született, ő volt Mária Terézia osztrák uralkodónő nagyapja.
- Mária főhercegnő (1646. május 13.), születése napján meghalt.